# 拟地花菌属
拟地花菌属（学名：Albatrellopsis）是地花菌科下的一个属。

## 下属物种
本属包括以下物种：
- 蓝黄拟地花菌 Albatrellopsis flettii (Morse ex Pouzar) Audet